# 6631 Pyatnitskij
6631 Pyatnitskij (1983 RQ4) là một tiểu hành tinh vành đai chính được phát hiện ngày 4 tháng 9 năm 1983 bởi L. V. Zhuravleva ở Nauchnyj.